# Trương Đặc
Trương Đặc (tiếng Trung: 張特; bính âm: Zhang Te; ? - ?), tự Tử Sản (子產), là tướng lĩnh Tào Ngụy thời Tam Quốc trong lịch sử Trung Quốc.

## Cuộc đời
Trương Đặc quê ở quận Trác, U châu. Ban đầu, khoảng năm 251, Trương Đặc giữ chức nha môn dưới quyền Trấn Đông tướng quân, Đô đốc Dương châu Gia Cát Đản. Gia Cát Đản nhận định Trương Đặc không có tài năng, bèn trao cho Đặc chức Hộ quân.
Năm 252, Vô Khâu Kiệm thay Gia Cát Đản làm Đô đốc Dương châu, giao cho Trương Đặc phòng thủ thành Hợp Phì mới (Hợp Phì tân thành).
Năm 253, thừa dịp Tôn Quyền chết, Tư Mã Sư sai Vương Sưởng, Hồ Tuân, Vô Khâu Kiệm đánh Ngô, bị Thái phó Đông Ngô Gia Cát Khác đánh bại. Nhân cơ hội này, Gia Cát Khác dẫn đại quân bắc phạt, bao vây thành Hợp Phì. Trương Đặc cùng tướng quân Nhạc Phương (樂方) chỉ huy 3.000 quân tử thủ. Trong lúc nguy cấp, Trương Đặc lần lượt phái Lưu Chỉnh (劉整) cùng Trịnh Tượng (鄭像) xin cứu viện, đều bị quân Ngô bắt được.
Thấy thành sắp bị hạ, Trương Đặc bèn nghĩ kế hoãn binh, cử người ra đàm phán với quân Ngô: Nay ta không có tâm tình đánh tiếp. Nhưng theo pháp luật nước Ngụy, thành bị vây thành hơn một trăm ngày mà không có quân cứu, thì dù ra hàng, người nhà cũng không mắc tội. Từ gặp quân địch tới nay, đã hơn chín mươi ngày. Trong thành vốn có hơn 4.000 người, mà đến nay đã chết trận quá nửa, thành dù có bị đánh hạ, cũng có hơn một nửa không muốn hàng, ta sẽ vì tướng quân dùng lời thuyết phục, sớm này mai dâng thành, giờ tạm thời cầm ấn thụ của ta làm tin.
Quân Ngô thu được tín vật, đình chỉ công thành. Trương Đặc nhân lúc trời tối phá đi nhà cửa để tu sửa phần tường thành bị hư hại. Đến sáng hôm sau, tường thành được sửa chữa xong xuôi, Trương Đặc mới lên trên tường thành giễu cợt quân Ngô. Người Ngô biết được bị lừa, bèn ra sức ngày đêm công thành, trở nên mệt mỏi, không cách nào tác chiến. Gia Cát Khác biết bản thân thất sách, rút quân về.
Nhờ công lao này, Trương Đặc được thăng làm tạp hào tướng quân, phong liệt hầu, chuyển giữ chức thái thú quận An Phong.

## Đánh giá
Kết quả của trận Hợp Phì tân thành là ngòi nổ dẫn tới một loạt những biến động chính trị ở Đông Ngô: Gia Cát Khác bởi thất bại mà tìm cách củng cố quyền lực bằng việc khủng bố triều đình, khiến cho các thế lực trong nước bất mãn. Hệ quả là anh em Tôn Tuấn, Tôn Lâm đảo chính, tiêu diệt cả nhà Gia Cát, khống chế triều đình trong nhiều năm.

## Trong văn hóa
Trong tiểu thuyết Tam quốc diễn nghĩa của La Quán Trung, Trương Đặc xuất hiện ở hồi 108, giữ chức Nha môn tướng quân, canh giữ thành Tân Thành (không phải Hợp Phì tân thành). Khi Gia Cát Khác dẫn quân tới đánh, Trương Đặc thu quân phòng thủ hơn hai tháng, thấy góc đông bắc của thành sắp đổ, mới nghĩ ra kế giao sổ sách (không phải ấn tín như trong lịch sử) cho Gia Cát Khác để hoãn binh. Đến ngày hôm sau, Trương Đặc ở trên tường thành mắng rằng: Trong thành tao còn lương thảo dùng được nửa năm nữa, há chịu hàng chó Ngô à? Tha hồ cho chúng mày đánh, tao đây không ngại! Gia Cát Khác nổi giận, thúc quân lên đánh, lại bị trúng một mũi tên giữa trán. Quân Ngô mất sĩ khí, lại bị mắc bệnh dịch. Gia Cát Khác thấy quân tâm tan rã, lại có quân Ngụy đến cứu viện, mới bất đắc dĩ rút quân.
Trong trò chơi điện tử Tam quốc chí Khương Duy truyện, Trương Đặc được giả thiết là cháu của phú thương quận Trác Trương Thế Bình (張世平), thường kiêu ngạo rằng ông nội đời này chỉ giúp đỡ có hai người, một là Lưu Bị, hai là bản thân.